# Flying Nun Records
Flying Nun Records è un'etichetta discografica indipendente fondata a Christchurch, in Nuova Zelanda, nel 1981 da Roger Shepherd, un direttore di un negozio di musica. Nel 2018 Shepherd è stato nominato ufficiale dell'Ordine al merito della Nuova Zelanda (ONZM) per i servizi resi all'industria musicale.

## Storia
L'etichetta è stata creata sull'onda di una serie di nuove etichette specializzate nel genere musicale post-punk che si sono formate in Nuova Zelanda nei primi anni ottanta, in particolare la Propeller Records ad Auckland . L'intenzione era quella di registrare la musica locale originale di Christchurch, ma presto l'etichetta salì alla ribalta nazionale promuovendo la musica emergente di Dunedin.
La prima produzione a essere pubblicata fu il singolo "Ambivalence" un disco 7'' dei Pin Group, band guidata da Roy Montgomery, anche se poi venne ipotizzato che in realtà la prima pubblicazione fu il brano "Tally Ho"dei Clean, brano che raggiunse anche la posizione n. 19 nella classifica neozelandese. Seguì poi Dunedin Double, un doppio EP a 45 giri da 12 pollici con una durata di quasi 50 minuti, più lungo di molti album LP, che risultò poi particolarmente importante e seminale per la musica della Nuova Zelanda. Il primo album LP venne pubblicato nel 1982: Ego Gratification Album di Chris Knox e Beatin Hearts dei Builders (registrato nel 1982 ad Auckland).
Molte delle più importanti band neozelandesi di rock alternativo e di kiwi rock firmarono un contratto con la Flying Nun in qualche fase della loro carriera.
Nel 1990 la Festival Records acquisì la quota del cinquanta per cento della Flying Nun e, nel 2000, si fuse con la Mushroom Records. Un consorzio che includeva Shepherd ha riacquistato l'etichetta dalla Warner nel 2009, per "più di quello per cui l'ho venduta". Il musicista neozelandese Neil Finn, sua moglie Sharon e un altro socio in affari possiedono insieme un quarto di quota dell'etichetta discografica rimpatriata.
Nel 2013, l'etichetta americana Captured Tracks ha annunciato i piani per ristampe selezionate del catalogo della Flying Nun.

## Elenco artisti
- Able Tasmans
- The Axemen
- Badd Energy
- Bailter Space
- The Bats
- The Bilders
- Bird Nest Roys
- The Chills
- The Clean
- Crude
- The Dead C
- Dead Famous People
- The Expendables
- From Scratch
- Alastair Galbraith
- The Gordons
- The Great Unwashed
- Headless Chickens
- Jean-Paul Sartre Experience
- David Kilgour
- Chris Knox
- Look Blue Go Purple
- Loves Ugly Children
- Mainly Spaniards
- Marching Orders
- The Max Block
- The Puddle
- The Renderers
- Scorched Earth Policy
- The Skeptics
- Snapper
- Sneaky Feelings
- The Stones
- Straitjacket Fits
- Tall Dwarfs
- The Terminals
- This Sporting Life
- This Kind of Punishment
- 3Ds
- The Verlaines
- The Vibraslaps
- Betchadupa
- Bressa Creeting Cake
- Cloudboy
- The Courtneys
- The D4
- Die! Die! Die!
- Garageland
- Gerling
- Ghost Club
- Grayson Gilmour
- HDU
- The Mint Chicks
- Pan Am
- Pavement
- The Phoenix Foundation
- The Subliminals